# Bruno Belin (homme politique)
Pour les articles homonymes, voir Bruno Belin et Belin.
Bruno Belin, né le 8 juin 1962 à Versailles, est un homme politique français, actuellement sénateur du département de la Vienne. Il fait partie du groupe Les Républicains (LR).

## Biographie
Issu d'une famille originaire du Poitou, il est pharmacien à Monts-sur-Guesnes depuis mars 1991.
Bruno Belin est père de 3 enfants. Il est le frère de Corinne Imbert, sénatrice (LR) de Charente-Maritime depuis 2014 et également Docteur en pharmacie.

## Mandats

### Sénateur
Le 27 septembre 2020, il est élu sénateur de la Vienne et devient Secrétaire de la Commission Aménagement du Territoire et du Développement Durable.

### Président du Conseil départemental
Conseiller Général depuis 2001, il est élu Président du Conseil départemental de la Vienne le 2 avril 2015, succédant à Claude Bertaud, dont il était le Premier Vice-Président depuis 2008, et Président de la Commission Solidarités depuis 2004. 
Sous sa présidence naissent à son initiative les projets du Château de Monts-sur-Guesnes, de l'Arena Futuroscope, le 35ème collège, ou bien la création de Poitou Numérique (avec Gilbert Favreau). 
En 2020, il participe au nouveau plan de développement du Futuroscope, avec la création de trois nouveaux pavillons (dont l'aquascope) et trois nouveaux hôtels (dont l'hôtel Cosmos).

### Autres mandats
Conseiller municipal de Monts-sur-Guesnes depuis juin 1995, il est également Conseiller Départemental et Président de la commission Culture au Conseil départemental de la Vienne depuis juin 2021. 
Membre du Syndicat Mixte de l'Aéroport de Poitiers-Biard (SMAPB), il en est le Président d'avril 2015 à octobre 2020.

## Ouvrages
- Le cœur à l'ouvrage, Michel Fontaine, 2006,  (ISBN 978-2-904237-77-5).
- Le Passé singulier d'une pharmacie de campagne, Michel Fontaine, 2009,  (ISBN 978-2-904237-96-6). Prix 2010 de l'Académie de Pharmacie.
- Le Loudunais, histoire et patrimoine d’un pays (coécrit avec Anne-Cécile Chauveau, Adeline Maquart et Gérard Simmat), Michel Fontaine, 2010,  (ISBN 978-2-918891-04-8).
- La Montjoie, histoire d'un théâtre (coécrit avec Alain Bourreau), Michel Fontaine, 2011,  (ISBN 978-2-918891-08-6).
- Élu local : pour quoi faire ?, Michel Fontaine, 2013,  (ISBN 978-2-918891-16-1).
- Raoul Péret, un poitevin au destin Présidentiel, La Geste, 2017,  (ISBN 978-2-36746-928-7).
- Chemins faisant, imaginons demain, Michel Fontaine, 2025,  (ISBN 978-2-91889-132-1).

## Distinctions
- Chevalier de l'Ordre national du Mérite
- Officier des Palmes académiques
- Chevalier de l'Ordre des Arts et des Lettres
- Chevalier de l'Ordre national du Burkina Faso